# Virginia Slims Circuit
Virginia Slims Circuit var en serie tennisturneringar för kvinnliga professionella tennisspelare grundad 1970 av Gladys Heldman (1922–2003).

## Historik
Under de första åren, från 1968, av tennisens "Open Era" var de manliga tennisproffsen kontrakterade inom organisationen World Championship Tennis (WCT) eller som spelare på bland annat Jack Kramers cirkus. Kvinnliga spelare var visserligen välkomna att delta i turneringarna som arrangerades, men erbjöds ofta mindre än en femtedel av de prispengar som erbjöds de manliga spelarna och erbjöds för övrigt också sämre villkor och service.
Framför allt de båda amerikanska tennisspelarna Billie Jean King och Rosie Casals ansåg att damtennisen behövde en egen turneringsverksamhet, skild från männens, för att på så sätt kunna uppmärksammas på samma villkor och dessutom få prispengar i nivå med männens. Till sin hjälp fick de tennisspelaren och grundaren av tidskriften World Tennis, Gladys Heldman, som övertygade chefen för tobaksbolaget Philip Morris (tillika mixed dubbel-partnern) Joe Cullman, att ge den planerade damtouren finansiellt stöd. Villkoret för att bolaget skulle sponsra en kvinnlig tennistour var att denna skulle uppkallas efter ett nytt cigarettmärke, Virginia Slims, som hade kvinnor som särskild målgrupp. År 1970 arrangerades den första turneringen på Virginia Slims Circuit för 9 kontrakterade (en US-dollar fick var och en för kontraktet) kvinnliga tennisspelare i Houston. Spelarna var Nancy Richey, Billie Jean King, Rosie Casals, Kerry Reid, Peaches Bartkowitz, Judith Tegart Dalton, Kristy Pigeon, Valerie Ziegenfuss och Gladys Heldmans dotter Julie Heldman. Rosie Casals blev första segrare.
Det amerikanska tennisförbundet (USTA) accepterade inte den nya touren, utan suspenderade för en period deltagarna. Emellertid arrangerade Virginia Slims Circuit under 1971 och 1972 en serie nya turneringar som blev mycket populära bland såväl ett ökande antal deltagande spelare som publiken. Prispengarna nådde snart upp till samma nivåer som männens. Under denna period fortsatte USLTA med hot om sanktioner, bland annat uteslutande från Grand Slam-turneringarna. Förlikning kom till stånd 1973 mellan USLTA och ITF å ena sida och den nybildade organisationen WTA (Women's Tennis Association), under ledning av Bille Jean King. Förlikningen innebar att spelarna årligen tilläts spela ett begränsat antal turneringar på Virginia Slims Circuit.
År 1972 spelades den första Virginia Slims Championship med Chris Evert som första segrare.
Gladys Heldman lämnade Virginia Slims Circuit redan 1975, men upptogs 1979 i International Tennis Hall of Fame för sina insatser för damtennisen. Hon upptogs 2001 i International Jewish Sports Hall of Fame.
Virginia Slims var huvudsponsor under perioden 1970–1994 (med ett avbrott 1978–1983) för det som därefter kom att kallas WTA-touren. År 1978 var prispengarna för the Season Ending WTA Tour Championships (då Virginia Slims Championship) ca 1,3 miljoner US-dollar, för att 1994 ha ökat till 3,7 miljoner.